# Cryptogam Ridge (Viktorialand)
Crytogam Ridge ist ein 1,5 km langer und 0,5 km breiter Gebirgskamm an der Borchgrevink-Küste des ostantarktischen Viktorialands. Mit einer Höhe von 2733 m erstreckt er sich am Hauptkrater des Mount Melbourne zwischen der Terra Nova Bay und der Wood Bay.
Italienische Wissenschaftler benannten ihn 2002 nach den hier gefundenen, einzigartigen Kryptogamen, Lebensgemeinschaften aus Flechten, Moosen, Algen und Mikroorganismen.